# Robert Stadlober
Robert Stadlober (* 3. srpna 1982 Friesach) je rakouský herec a hudebník, žijící v Berlíně. Výrazně na sebe upozornil především hlavními rolemi ve filmech Crazy a Letní bouře.